# UGC 5101
UGC 5101 (również PGC 27292) – zniekształcona galaktyka, która powstała wskutek niedawnego zderzenia i połączenia się galaktyk. Znajduje się w konstelacji Wielkiej Niedźwiedzicy w odległości około 550 milionów lat świetlnych od Ziemi. UGC 5101 zawiera niezwykle jasny i zwarty rdzeń otoczony gazem i pyłem. Posiada też wyraźny ogon rozciągający się daleko poza obszar dysku. Słabe halo widoczne wokół galaktyki jest prawdopodobnie skutkiem wcześniejszej kolizji. UGC 5101 jest galaktyką Seyferta.